# Anadyr (ville)
Pour les articles homonymes, voir Anadyr.
Anadyr (en russe : Анадырь, [ɐˈnadɨrʲ] ; en tchouktche : Кагыргын, Kagyrgyn) est une ville de Russie et la capitale du district autonome de Tchoukotka. Sa population s'élève à 15 079 habitants en 2022. Anadyr est aussi la ville la plus orientale de Russie.

## Histoire
Elle est fondée le 3 août 1889 sous le nom de Novo Mariinsk et rebaptisée Anadyr le 8 août 1923, du nom du fleuve dont l'embouchure borde la ville. Elle reçoit le statut de ville le 12 janvier 1965.

## Géographie

### Situation

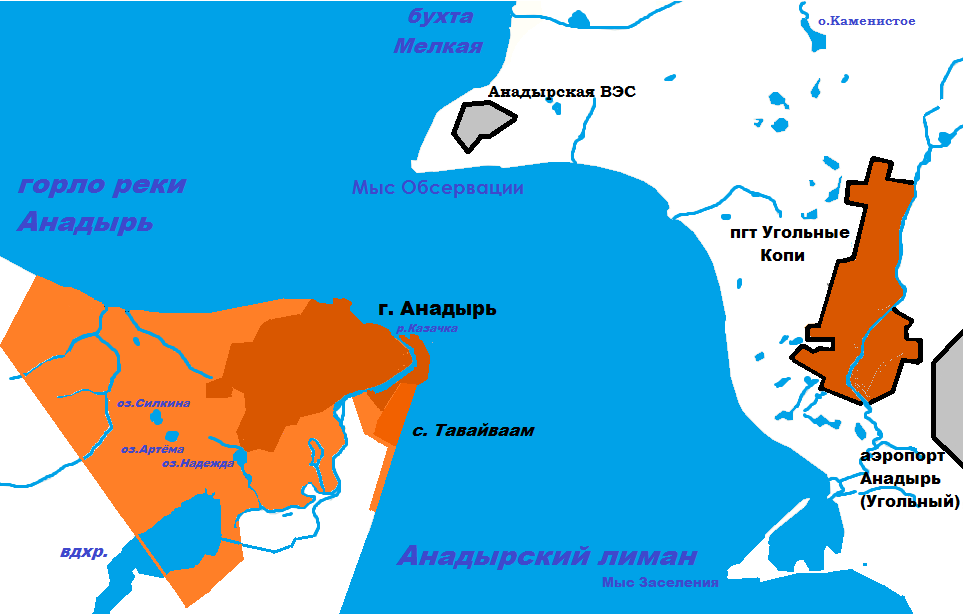
Carte d'Anadyr au niveau de l'estuaire du fleuve éponyme.

Anadyr est située à l'extrémité orientale de la Sibérie, sur la mer de Béring, à l'embouchure du fleuve Anadyr. Elle se trouve à 6 198 km de Moscou. La ville est construite sur le permafrost.
Anadyr est située à 177° 30′ de longitude est, ce qui en fait la ville la plus orientale de Russie. 
Les Tchouktches désignent la ville par le nom de Кагыргын (Kagyrgyn), mot qui signifie « bouche », « entrée » dans leur langue, à cause de la position particulière de la ville au niveau d'un goulet d'étranglement de l'estuaire de l'Anadyr.

### Climat

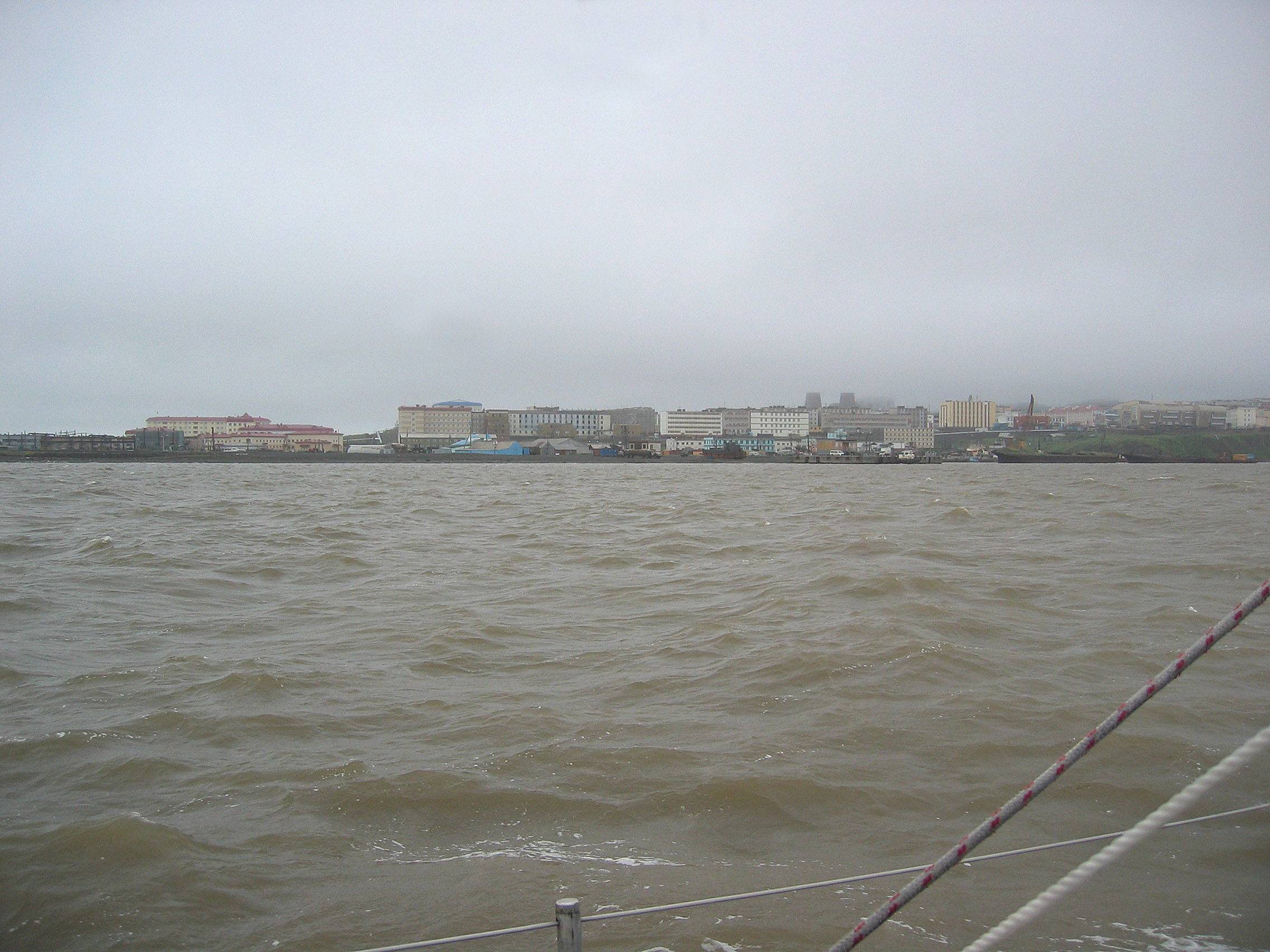
Anadyr sous les nuages.

Anadyr bénéficie d'un climat tempéré froid océanique proche du climat polaire. Les blizzards sont fréquents 8 mois sur 12 et le manteau neigeux se maintient au sol en moyenne 217 jours par an de la mi-octobre à la mi-mai. La hauteur de neige peut atteindre 122 cm à la fin de l'hiver (hauteur en moyenne de 14 cm). Au mois de juillet, le mois le plus chaud de l'année, la température moyenne journalière n'excède pas 12 °C.
- Température record la plus froide : −46,8 °C (janvier 1913)
- Température record la plus chaude : 30,0 °C (juillet 1956)
- Nombre moyen de jours avec de la neige dans l'année : 270
- Nombre moyen de jours de pluie dans l'année : 156
- Nombre moyen de jours avec de l'orage dans l'année : 2
- Nombre moyen de jours avec du blizzard dans l'année : 131
- Nombre moyen de jours avec du brouillard dans l'année : 90

| Mois                                  | jan.       | fév.       | mars       | avril      | mai        | juin      | jui.      | août      | sep.       | oct.       | nov.       | déc.       | année          |
| ------------------------------------- | ---------- | ---------- | ---------- | ---------- | ---------- | --------- | --------- | --------- | ---------- | ---------- | ---------- | ---------- | -------------- |
| Température minimale moyenne (°C)     | −25,7      | −24,7      | −21,8      | −15,6      | −3,9       | 4         | 9         | 7,7       | 2,7        | −5,9       | −14,6      | −22,6      | −9,3           |
| Température moyenne (°C)              | −22,1      | −21,1      | −18,4      | −12        | −1,2       | 7,2       | 12,1      | 10,5      | 5,3        | −3,6       | −11,5      | −19,2      | −6,2           |
| Température maximale moyenne (°C)     | −18,5      | −17,4      | −14,6      | −8,2       | 2          | 11,6      | 16,1      | 14,1      | 8,3        | −1,1       | −8,3       | −15,8      | −2,7           |
| Record de froid (°C) date du record   | −46,8 1913 | −44,7 1940 | −42,1 1977 | −39,6 1900 | −28,2 1968 | −7,6 1937 | −1,2 1956 | −4,3 1993 | −11,8 1979 | −28,2 1965 | −38,8 1928 | −45,2 1898 | −46,8 3/1/1913 |
| Record de chaleur (°C) date du record | 5,8 1963   | 2,7 1933   | 3 1981     | 7,1 1945   | 19,3 2010  | 26,5 1967 | 31,5 1956 | 26,6 1932 | 20,4 2018  | 15,6 1963  | 4,6 1991   | 4,3 1937   | 31,5 7/7/1956  |
| Ensoleillement (h)                    | 29         | 101        | 197        | 249        | 245        | 279       | 257       | 186       | 138        | 105        | 47         | 15         | 1 848          |
| Précipitations (mm)                   | 40         | 44         | 38         | 23         | 13         | 16        | 36        | 45        | 32         | 29         | 36         | 33         | 385            |
| dont neige (cm)                       | 16         | 17         | 19         | 19         | 8          | 0         | 0         | 0         | 0          | 3          | 6          | 11         | 99             |
| Nombre de jours avec précipitations   | 0,2        | 0,2        | 0,2        | 1          | 9          | 15        | 17        | 19        | 17         | 6          | 2          | 1          | 88             |
| Humidité relative (%)                 | 82         | 81         | 81         | 82         | 84         | 78        | 79        | 81        | 80         | 84         | 84         | 82         | 82             |
| Nombre de jours avec neige            | 18         | 18         | 15         | 17         | 16         | 2         | 0,1       | 0,3       | 5          | 19         | 19         | 18         | 147            |
| Nombre de jours d'orage               | 0          | 0          | 0          | 0          | 0          | 0,1       | 0,3       | 0,1       | 0,03       | 0          | 0          | 0          | 1              |
| Nombre de jours avec brouillard       | 4          | 3          | 3          | 4          | 10         | 10        | 8         | 7         | 4          | 5          | 4          | 2          | 64             |

| Diagramme climatique                                  |              |              |             |         |         |         |           |          |            |             |              |
| J                                                     | F            | M            | A           | M       | J       | J       | A         | S        | O          | N           | D            |
| −18,5−25,740                                          | −17,4−24,744 | −14,6−21,838 | −8,2−15,623 | 2−3,913 | 11,6416 | 16,1936 | 14,17,745 | 8,32,732 | −1,1−5,929 | −8,3−14,636 | −15,8−22,633 |
| Moyennes : • Temp. maxi et mini °C • Précipitation mm |              |              |             |         |         |         |           |          |            |             |              |

## Transports
C'est un important port maritime. La ville dispose d'un aéroport, celui d'Ougolny, avec des liaisons aériennes régulières avec les villes de Moscou et de Khabarovsk, ainsi qu'avec diverses localités de l'Extrême-Orient russe et la ville de Nome en Alaska.

## Politique et administration

### Autorités
Anadyr est l'une des dernières villes de Russie à élire directement son maire (avec seulement 4 villes capitales le faisant en 2024). 
Kommersant suggère en avril 2024 qu'à terme ces bastions vont finir par céder. 
Le maire d'Anadyr depuis l'élection de septembre 2024 est Sergueï Spitsyne de Russie unie.

### Résultats électoraux
| Scrutin                                                                            | 1er tour | 1er tour | 1er tour | 1er tour | 1er tour | 1er tour | 1er tour | 1er tour | 1er tour | 1er tour | 1er tour | 1er tour | 2d tour                  | 2d tour                  | 2d tour                  | 2d tour                  | 2d tour                  | 2d tour                  | 2d tour                  | 2d tour                  |
| Scrutin                                                                            | 1er      | 1er      | %        | 2e       | 2e       | %        | 3e       | 3e       | %        | 4e       | 4e       | %        | 1er                      | %                        | 2e                       | %                        | 3e                       | %                        | 4e                       | %                        |
| ---------------------------------------------------------------------------------- | -------- | -------- | -------- | -------- | -------- | -------- | -------- | -------- | -------- | -------- | -------- | -------- | ------------------------ | ------------------------ | ------------------------ | ------------------------ | ------------------------ | ------------------------ | ------------------------ | ------------------------ |
| Présidentielle 2012                                                                |          | ER       | 66,48    |          | SE       | 11,34    |          | KPRF     | 10,20    |          | LDPR     | 7,83     | Victoire au premier tour | Victoire au premier tour | Victoire au premier tour | Victoire au premier tour | Victoire au premier tour | Victoire au premier tour | Victoire au premier tour | Victoire au premier tour |
| Maïorale 2014                                                                      |          | ER       | 83,08    |          | LDPR     | 9,11     |          | SE       | 6,21     |          |          |          | Tour unique              | Tour unique              | Tour unique              | Tour unique              | Tour unique              | Tour unique              | Tour unique              | Tour unique              |
| Législatives 2016                                                                  |          | ER       | 48,11    |          | LDPR     | 22,59    |          | KPRF     | 9,58     |          | SRZP     | 5,45     | Tour unique              | Tour unique              | Tour unique              | Tour unique              | Tour unique              | Tour unique              | Tour unique              | Tour unique              |
| Présidentielle 2018                                                                |          | ER       | 79,99    |          | KPRF     | 7,73     |          | LDPR     | 7,02     |          | GRANI    | 1,52     | Victoire au premier tour | Victoire au premier tour | Victoire au premier tour | Victoire au premier tour | Victoire au premier tour | Victoire au premier tour | Victoire au premier tour | Victoire au premier tour |
| Maïorale 2019                                                                      |          | ER       | 49,21    |          | KPRF     | 26,60    |          | SE       | 8,47     |          | SE       | 5,37     | Tour unique              | Tour unique              | Tour unique              | Tour unique              | Tour unique              | Tour unique              | Tour unique              | Tour unique              |
| Législatives 2021                                                                  |          | ER       | 34,34    |          | LDPR     | 18,45    |          | KPRF     | 16,33    |          | SRZP     | 8,07     | Tour unique              | Tour unique              | Tour unique              | Tour unique              | Tour unique              | Tour unique              | Tour unique              | Tour unique              |
| Maïorale 2024                                                                      |          | ER       | 61,93    |          | KPRF     | 16,09    |          | LDPR     | 11,15    |          | SE       | 4,97     | Tour unique              | Tour unique              | Tour unique              | Tour unique              | Tour unique              | Tour unique              | Tour unique              | Tour unique              |
| Résultats qui comprennent le village de Tavaivaam (370 hab.), subordonné à Anadyr. |          |          |          |          |          |          |          |          |          |          |          |          |                          |                          |                          |                          |                          |                          |                          |                          |

## Population

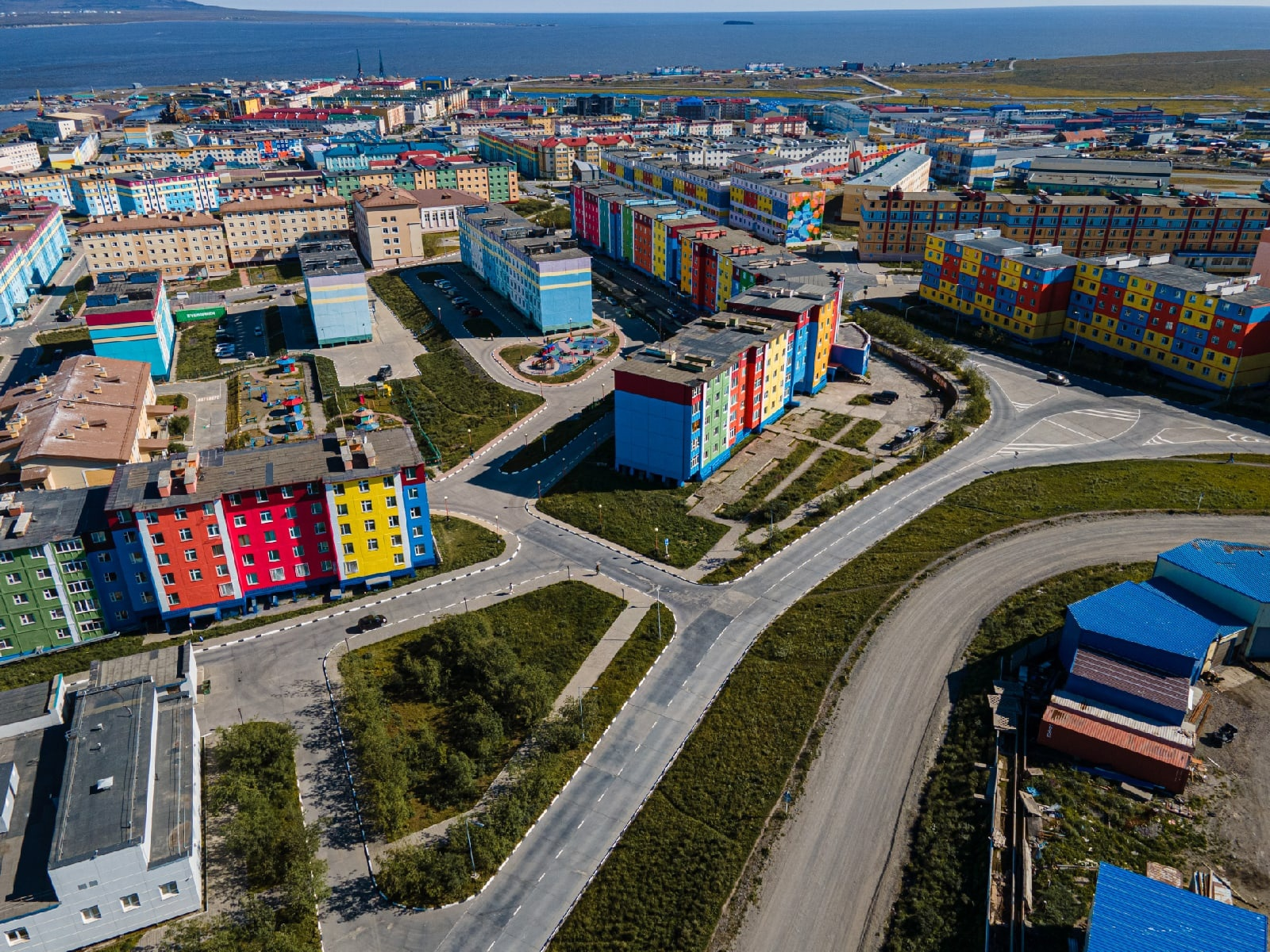
Bâtiments à Anadyr.

Recensements (*) ou estimations de la population
| 1926 | 1939* | 1959* | 1970* | 1973  | 1979*  | 1989*  | 1992   | 1996   | 2000   |
| ---- | ----- | ----- | ----- | ----- | ------ | ------ | ------ | ------ | ------ |
| 224  | 3 344 | 5 859 | 7 703 | 9 000 | 12 241 | 17 094 | 16 500 | 13 200 | 11 900 |

| 2001   | 2002*  | 2003   | 2004   | 2005   | 2006   | 2007   | 2008   | 2009   | 2010*  |
| ------ | ------ | ------ | ------ | ------ | ------ | ------ | ------ | ------ | ------ |
| 11 300 | 11 038 | 11 000 | 10 900 | 11 900 | 11 200 | 11 600 | 11 800 | 11 827 | 13 045 |

| 2011   | 2012   | 2013   | 2014   | 2015   | 2016   | 2017   | 2018   | 2019   | 2020   |
| ------ | ------ | ------ | ------ | ------ | ------ | ------ | ------ | ------ | ------ |
| 13 529 | 13 529 | 13 747 | 14 029 | 14 326 | 14 899 | 15 468 | 15 604 | 15 849 | 15 819 |

| 2021   | 2022   | - | - | - | - | - | - | - | - |
| ------ | ------ | - | - | - | - | - | - | - | - |
| 15 240 | 15 079 | - | - | - | - | - | - | - | - |

## Personnalités
- Valeri Ivanovitch Tokarev, cosmonaute, a été élevé à Anadyr.
- Roman Abramovitch, oligarque du pétrole et ancien gouverneur de Tchoukotka (et aussi patron du célèbre club de football anglais Chelsea FC), a investi une partie de sa fortune dans les infrastructures de la ville.
- Roman Kopine, gouverneur de la région, a investi de l'argent pour moderniser la ville en y apportant notamment un cinéma et un théâtre.